# Friona plagiata
Friona plagiata är en stekelart som först beskrevs av Cameron 1905.  Friona plagiata ingår i släktet Friona och familjen brokparasitsteklar. Inga underarter finns listade i Catalogue of Life.